# Io, Caterina
Io, Caterina ist ein italienischer Spielfilm aus dem Jahr 1957 und hat die hl. Katharina von Siena zum Thema. Bei dem Film von Regisseur Oreste Palella handelt es sich um eine Neuverfilmung des vom selben Regisseur inszenierten Films Caterina da Siena von 1947.

## Handlung
Die kleine Katharina wächst als eines von 25 Kindern des Wollfärbers Jacobo Benincasa und seiner Frau Lapa Di Puccio Di Piagente auf. Eines Tages hat sie, als sie beim Heimweg mit ihrem Bruder an der Dominikanerkirche vorbeiläuft, eine Erscheinung Jesu Christi und beginnt, sich Gott zuzuwenden.
Als Erwachsene entschließt sich Katharina trotz aller Forderungen ihrer Mutter gegen das Eheleben. Der Konflikt verschärft sich, als ihre Schwester Bonaventura im Kindbett stirbt und Katharina Bonaventuras Witwer heiraten soll. Katharina fastet und schneidet sich die Haare. Unterstützung findet sie bei ihrem Vater sowie auch Halt und Rat bei Ordensbruder Tommaso. Kurz darauf wird Katharina Dominikanerin und widmet sich der Krankenpflege. Eine Ordensschwester hält ihr vor, den Männern den Kopf zu verdrehen, doch dann beendet eine Vision ihre Vorwürfe.
Wenig später stirbt Katharinas Vater. Während er im Sterben liegt, versorgt Katharina einen Armen vor ihrem Haus mit Essen und ihrem Mantel und betet für die Seele ihres Vaters. Katharina beginnt, Wunder zu vollbringen.
Währenddessen kommt es zwischen den Adeligen der Stadt Siena zu Spannungen. In dieser Zeit wird der Dichter Neri a Landoccio zu einem Anhänger Katharinas, während die Adelige Donna Angelica abfällig über Katharina denkt. Freunde wollen die Familie Benincasa in Sicherheit bringen, doch weigert sich Katharina, sich zu verstecken. Sie steht Niccolò di Tuldo bei, der in dieser Nacht verhaftet und gefoltert sowie später hingerichtet wird.
Nach den Unruhen muss sich Katharina einem kirchlichen Ausschuss stellen, der die Gerüchte untersuchen soll, Katharina spreche mit Gott. Sie kann den Ausschuss davon überzeugen, dass alles, was Gott ihr gesagt hat, aus tiefstem Herzen kommen und sie es sich nicht angelesen haben kann, da sie des Lesens unkundig ist. Sie wird der Fürsorge von Raimund von Capua anvertraut.
Wenig später bricht in Siena die Pest aus. Als Angelica ausgeraubt wird, steht Katharina ihr trotz Neris Bedenken bei.
In Florenz bricht ein Aufstand gegen die angeblichen Feinde der Republik aus und ergreift ganz Italien. Hilfesuchend wendet sich Katharina an mehrere politische Instanzen sowie an Papst Gregor XI., der in Avignon weilt. Erfolgreich bittet sie den Papst, nach Rom zurückzukehren. Nach ihrer Rückkehr wird ihr zum Vorwurf gemacht, dass die florentinischen Botschafter in Avignon vergeblich darauf gewartet haben, vom Papst empfangen zu werden. Ein wütender Mob Florentiner Bürger will Katharina töten, wird aber im letzten Moment von ihr besänftigt.
Katharina zieht sich zurück, um sich zu erholen. Erfreut stellt sie fest, dass sie wie durch ein Wunder die Fähigkeit zum Schreiben erlangt hat. Jedoch herrscht Aufruhr, da die französischen Kardinäle einen Gegenpapst wählen wollen sowie ein Krieg droht. Katharina bittet den Söldner Giovanni Acuto um Hilfe. Dieser reagiert zunächst widerwillig, wird dann aber unter dem neuen Papst Urban VI. zum Kämpfer für die Kirche. Wenig später stirbt Katharina.